# 沈阳故宫

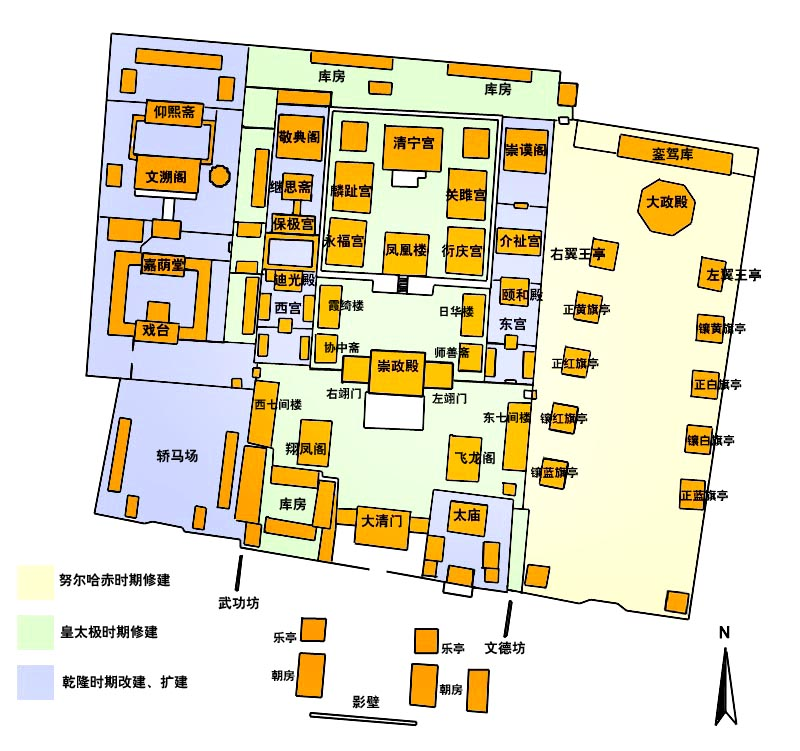
沈阳故宫平面图

沈阳故宫，位于辽宁省沈阳市沈河区明清旧城中心，是后金、清朝入关前的沈阳（盛京）皇宫，清朝入關迁都北京后改為盛京行宫（或称奉天行宫） ，始建于1625年。乾隆帝时期又有较大规模的改建与增修，占地约6万平方米。1926年以后，其建筑群陆续辟作博物馆（现称沈阳故宫博物院） 。1961年被中华人民共和国国务院确定为首批全国重点文物保护单位，2004年7月列入《世界遗产名录》“北京及沈阳的明清皇家宫殿”项目。

## 历史

### 清朝

#### 入关前
后金天命十年（1625年）三月，后金汗努尔哈赤将都城从东京迁移至明沈阳中卫城，同年开始在沈阳中卫城中心部位偏东南角的位置修筑宫殿，即现存的大政殿和十王亭。这组建筑主要是作为理政和朝贺的场所，努尔哈赤居住的寝宫在原沈阳城的北门——安定门。

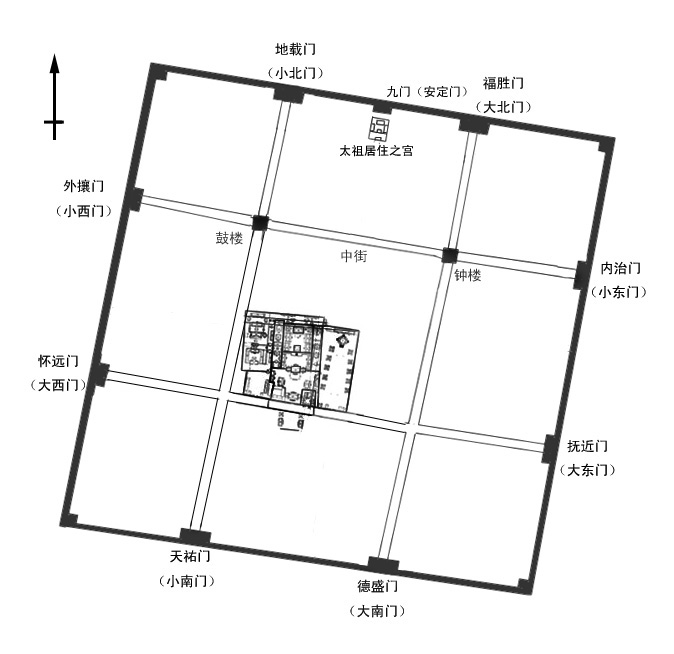
沈阳故宫在盛京城中的位置

1626年，皇太极继承后金汗位。从1631年起，用5年的时间对盛京城和皇宫进行改建。他在其原来王府的基础上修建新的大内宫殿，并将原沿袭自沈阳中卫城的十字形街道系统改为井字形街道系统，从而将皇宫置于城池的中央。
1636年，皇太极在此去汗号称帝，改国号为清 ，对沈阳宫殿各主要建筑分别正式命名：“定宫殿名，中宫为清宁宫、东宫为关雎宫、西宫为麟趾宫、次东宫为衍庆宫、次西宫为永福宫、台东楼为翔凤楼、台西楼为飞龙阁、正殿为崇政殿、大门为大清门、东门为东翼门、西门为西翼门、大殿为笃恭殿”。此后又在大清门前东、西两侧分别建文德坊、武功坊两座牌坊，因坊心有“崇德二年孟春吉日立” ，可知建成于1637年。这也是清入关前唯一有确切年代记载的宫殿。

#### 入关后
顺治元年八月二十日，清世祖离开盛京前往北京。在清朝入关定都北京后，沈阳故宫失去了作为皇宫的地位，成为陪都行宫。康熙帝和乾隆帝东巡祭祖期间，曾在此居住。乾隆四十六年，即1780年，增建了西路建筑，包括戏台嘉荫堂和用于储藏四库全书的文溯阁，并在中路修建了东所、西所和盛京太庙。以及对某些入关前宫殿的局部进行改造，其中比较重要的一处是崇政殿，因皇帝东巡时在此举行典礼，但殿内屏风宝座等均系皇太极时遗留，不便使用，所以乾隆皇帝命重新制作。乾隆九年，又命于殿前增设日晷、嘉量。文溯阁等西路宫殿建成后，直到终清之时这里的建筑未再有明显变化。

### 中华民国
1911年辛亥革命爆发，此后因《清室優待條件》规定，清室宗庙陵寝及皇室私产受中华民国特别保护。1914年，北洋政府内务部与逊清皇室将盛京故宫11万余件藏品运至紫禁城后，由北平古物陈列所保管。1924年10月23日，冯玉祥发动“北京政变”废除皇帝尊号，将溥仪赶出紫禁城，奉天皇宫收归为政府所有。不久决定在奉天故宫旧址内设立“东三省博物馆” 。自1926年开始，中经抗日战争时期，至中华人民共和国建国前夕，这里先后建有盛京博物馆、奉天故宫博物院、国立沈阳博物院。
1931年柳条湖事件后，日本关东军占领沈阳。1934年，日军在沈阳故宫西南角，即今沈阳故宫停车场处建有“大满洲国帝政纪念塔”。日军当时最早在长春建了座“大满洲国帝政纪念塔”（位于今长春新发广场），沈阳故宫的纪念塔采用了该塔的图纸建造。抗日战争胜利后，沈阳故宫的纪念塔被拆除。

### 中华人民共和国
1955年，成立沈阳故宫博物馆。1961年中华人民共和国国务院将沈阳故宫列为全国重点文物保护单位。1986年，沈阳故宫博物馆改名为沈阳故宫博物院。2004年，沈阳故宫作为北京故宫的扩展项目被联合国教科文组织列为世界文化遗产。
2017年，沈阳故宫博物院被中国博物馆协会评为第三批国家一级博物馆。
2020年11月16日，沈阳故宫開設古钟表联合修复室。

## 建筑特色
与北京故宫相比，沈阳故宫建筑风格具有独特的满、蒙、藏特色。东路大政殿、十王亭建筑是仿照八旗行军帐殿（大幄次）的布局。中路的特点则是“宫高殿低”，居住部分位于高台之上，俯瞰理政的正殿区域，这是来源于满族人喜居于台岗之上的生活习惯。西路以及中路的东西二宫则是完全的汉式建筑。

### 东路

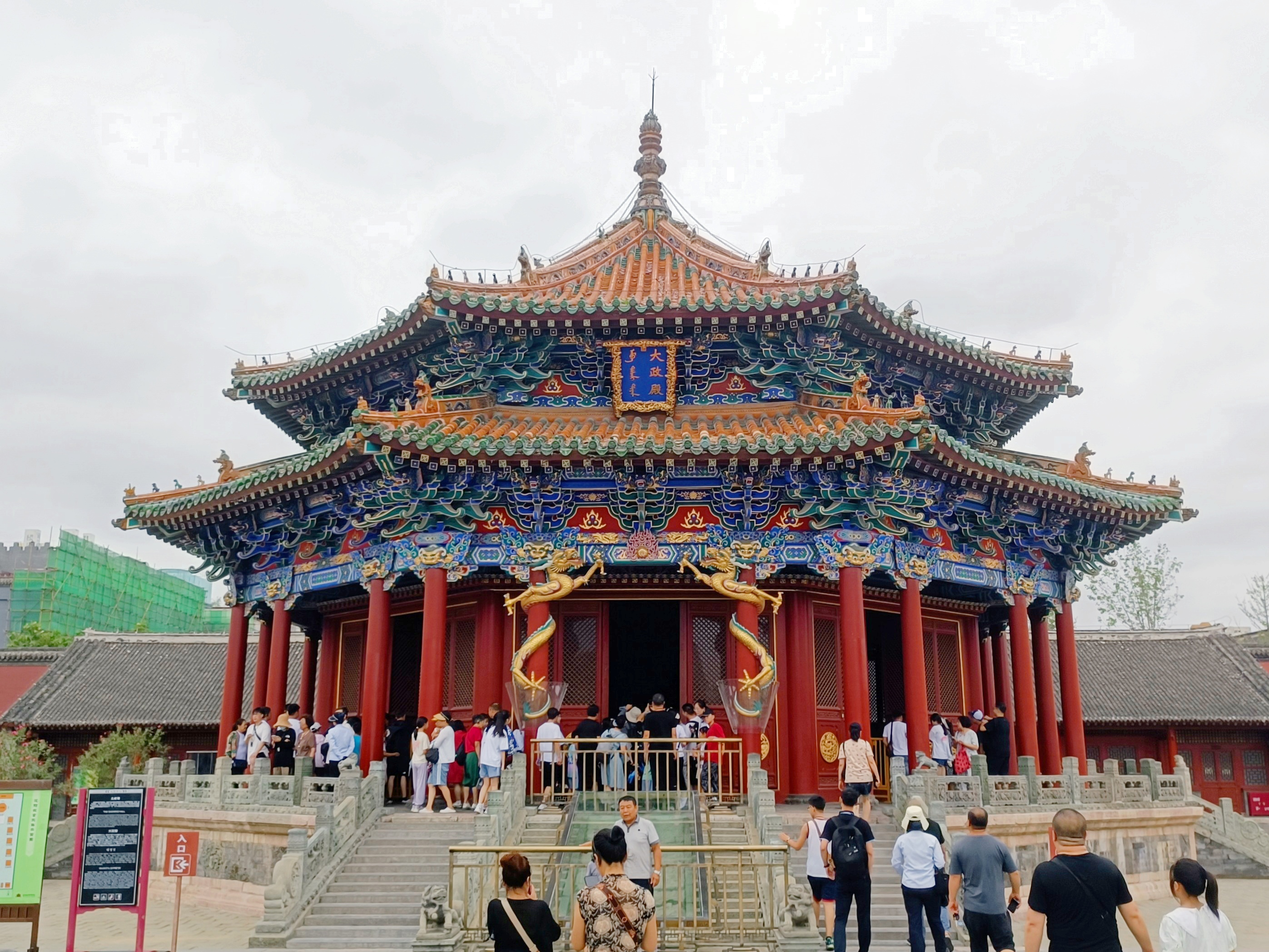
大政殿

大政殿（ᠠᠮᠪᠠ
ᡩᠠᠰᠠᠨ ‍ᡳ
ᡩᡳ᠍ᠶᠠᠨ）
原称“大殿”，也稱八角殿，始建於清太祖天命十年（1625年），清太宗崇德元年（1636年）改名“笃恭殿”，康熙年間改为今名。是皇太極和諸位貝勒及王公大臣討論國家大事和舉行重大典禮的地方。順治帝也在這裡登基即位。为重檐八角亭式建筑，内部结构为彻上明造。下有大青石修建的须弥座台基。殿顶为绿剪边黄琉璃瓦，中央为宝瓶火焰珠攒尖顶。殿内有宝座、藻井。殿北有五间銮驾库，存放皇帝仪仗，乾隆时期扩建为十三间，后拆为十一间。
十王亭
位于大政殿前长195米、宽80米的广场上，自北向南排列，是左右翼王和八旗办公的地方。东侧自北向南依次为左翼王亭、镶黄旗亭、正白旗亭、镶白旗亭、正蓝旗亭。西侧自北向南依次为右翼王亭、正黄旗亭、正红旗亭、镶红旗亭、镶蓝旗亭。十王亭之南为大红墙，清初为开放式广场，以木栅与宫外相隔。

### 中路

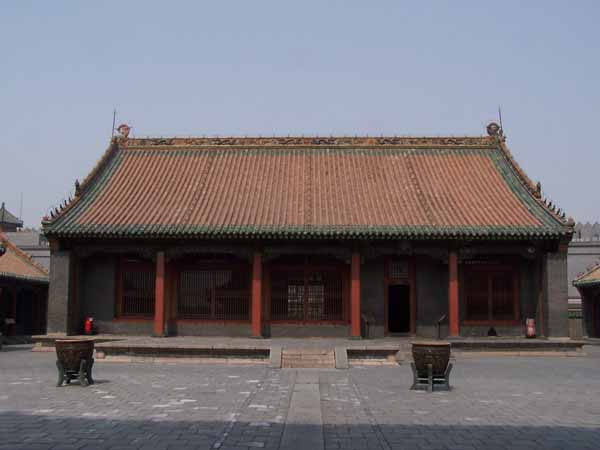
清宁宫

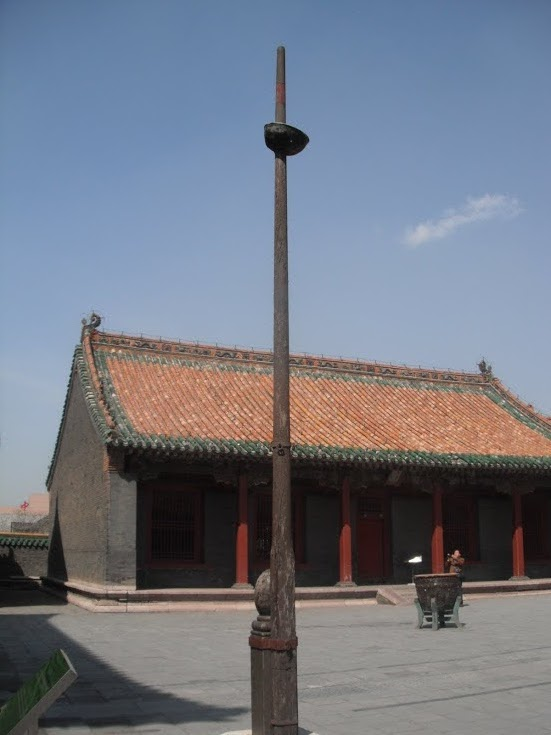
清宁宫前的索伦杆

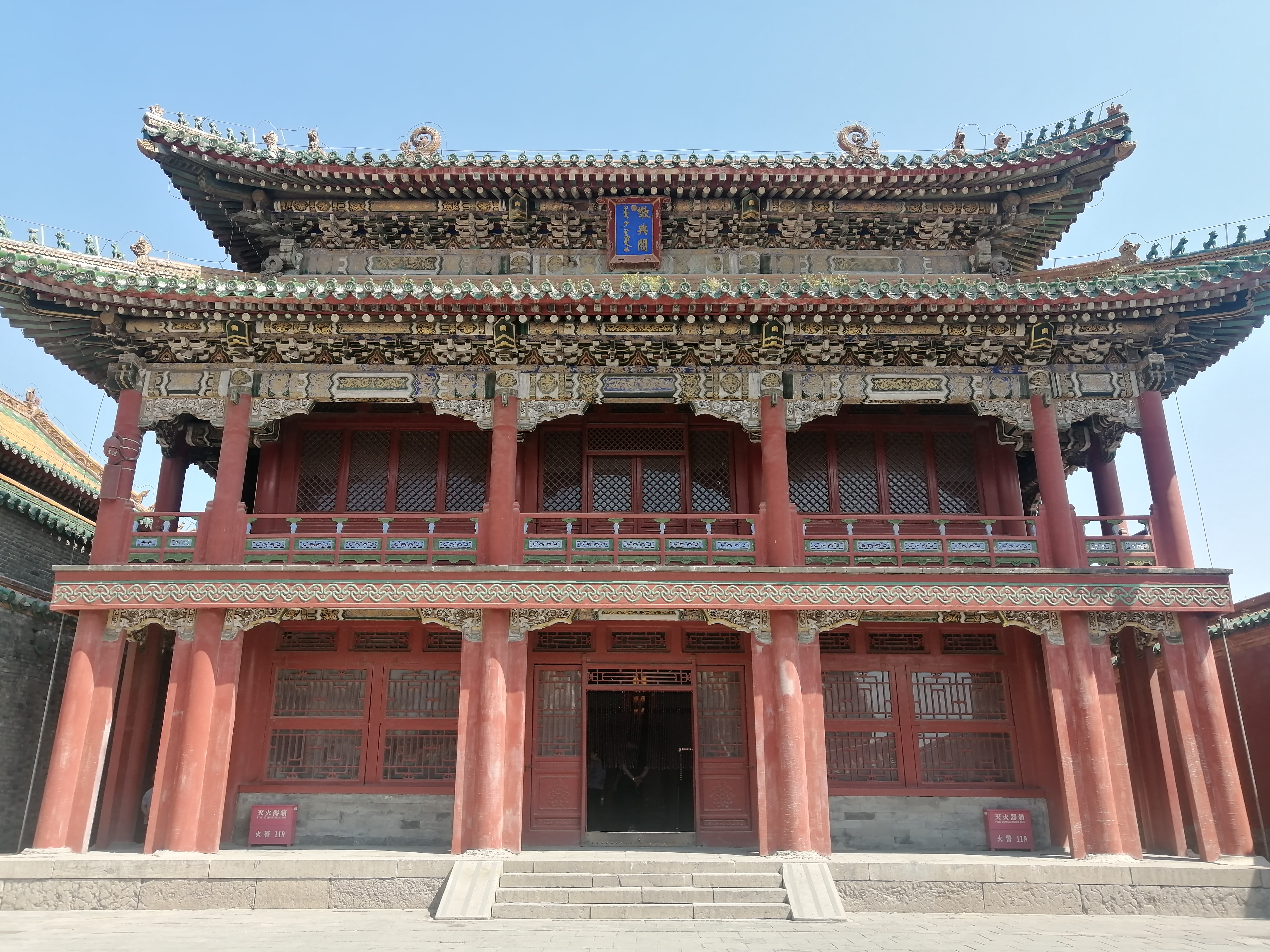
敬典阁

大清门
又称“午朝门”，是沈阳故宫的正门，绿剪边黄琉璃瓦硬山顶，面阔五间，中央三间为门道。大清门外左右为文德、武功两座牌坊。路南有东西奏乐亭和东西朝房（各三开间）。东朝房之后为两座五开间的二层楼房，西朝房之后为一座五开间的平房。乾隆时期将东西朝房扩建为五间，朝房之后改建两座对称的五开间楼房，称为朝楼。

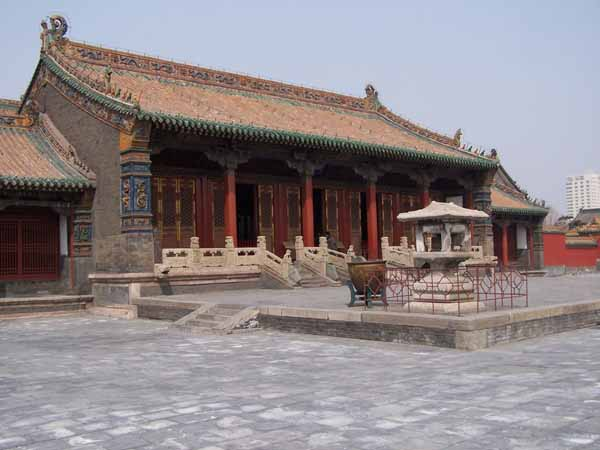
崇政殿
位于大清门之内，又称“金銮殿”，是瀋陽故宮的正殿，是清太宗皇太极处理政务、召见王公大臣和明朝降臣的场所，清代历朝皇帝东巡祭祖时也在此臨朝理政。崇政殿面阔五间，绿剪边黄琉璃瓦，单檐硬山顶，前后有出廊，围以石护栏。殿内为彻上明造，和玺彩绘，宝座后有贴金龙扇屏风，旁为贴金蟠龙柱。崇政殿东为左翊门，殿西为右翊门，均面阔三间，中一间辟门道，左右两间为火炕。崇政殿南为丹陛，上陈日晷、嘉量。殿南为庭院，院东为飞龙阁和东七间楼，院西为翔凤阁和西七间楼。

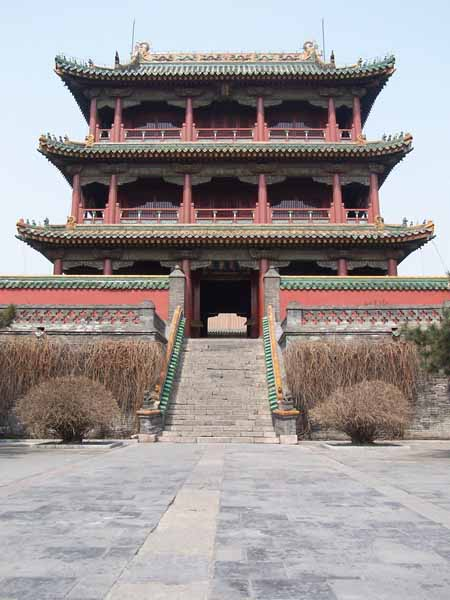
凤凰楼
位于崇政殿之北，原名“翔凤楼”，为清宁宫内院的门楼。高三层，歇山顶，面阔、进深各为三间。曾是皇帝计划军政要事和举行宴会之地，清朝入关后改为存放历代实录、玉牒、“御影”以及玉玺的场所。楼南东侧为三开间的日华楼和五开间的师善斋，西侧为霞绮楼和协中斋。
清宁宫
位于凤凰楼之北，原称“正宫”，是清太宗皇太极和中宮皇后哲哲的居住的地方。清太祖天命十年（1625年）前后修建，原本是皇太極登基之前的王府所在地，坐落于高3.8米的高台之上，前有凤凰楼，四周为高墙和巡逻更道，构成独立的城堡式建筑群。清宁宫为硬山式建筑，绿剪边黄琉璃瓦，坐北朝南。面阔五间，东边一间为帝后寝宫，正门辟在东二间，入内为大灶。西边三间为神堂，是萨满教祭祀之所，南、西、北三面沿墙设有“万字炕”。清宁宫前有索伦杆，内放碎米、碎肉，供奉满族神鸟乌鸦。清宁宫之东为东配宫，西为西配宫，均为面阔三间的硬山顶建筑。清宁宫之南、凤凰楼之北原先还建有两开间的北辰殿，康熙年间倒塌拆除。
关雎宫
位于清宁宫之东，坐东朝西，面阔五间，硬山顶，宫内布局类似于清宁宫。根据《黑图档》的記载，关雎宫正门口面高七尺零四寸，宽三尺二寸九分。中门口面高六尺七寸八分，宽三尺二寸七分。西炕长二丈二尺八寸，宽五尺六寸。南炕长一丈九尺七寸，宽四尺六寸。东炕长二丈六尺三寸，宽四尺五寸。暖阁内西炕长一丈零六寸，宽六尺六寸。暖阁外西炕长一丈一尺，宽六尺四寸。北炕长一丈三尺三寸，宽五尺一寸。皇太极时期，此宫为宸妃博尔济吉特氏海兰珠（敏惠恭和元妃）的居所。
衍庆宫
位于清宁宫的东面，坐东朝西，面阔五间，硬山顶。皇太极时期为淑妃博尔济吉特氏巴特玛璪（窦土门福晋，封康惠淑妃）的居所。
麟趾宫
位于清宁宫的西面，坐西朝东，面阔五间，硬山顶。皇太极时期为贵妃博尔济吉特氏娜木钟（林丹汗囊囊太后，封懿靖大贵妃）的居所。
永福宫
位于麟趾宫之南，坐西朝东，面阔五间，硬山顶。皇太极时期为庄妃博尔济吉特·布木布泰（孝庄文皇后）的居所。
东所
位于清宁宫之东，修建于乾隆十一年（1756年），是清帝东巡时太后居住的地方。自南向北依次为琉璃宫门、垂花门、颐和殿、介祉宫、宫门、敬典阁。颐和殿面阔三间，单檐歇山顶，绿剪边黄琉璃瓦，是太后接受朝贺拜见的场所，左右各有三间厢房（已毁），称“阿哥所”，是未成年皇子居住的地方。介祉宫面阔五间，单檐硬山顶，为太后寝宫和日常起居场所。敬典阁为三开间二层楼阁，重檐歇山顶，阁内存放清朝宗室玉牒。
西所
位于清宁宫之西，修建于乾隆十一年（1756年），是清帝东巡时皇帝、皇后及嫔妃居住的地方。自南向北依次为琉璃宫门、垂花门、迪光殿、保极宫、继思斋、宫门、崇谟阁、七间殿。迪光殿为皇帝处理政务、接受拜见的场所，形制同颐和殿，左右有抄手游廊。保极宫为皇帝寝宫和起居之所，为五开间硬山顶建筑，左右有抄手游廊与迪光殿相连，殿后有穿廊通往继思斋。继思斋为后妃居所，面阔、进深各三间，三卷勾连搭悬山卷棚顶，殿内用隔断分为九间寝室。崇谟阁存放清朝历代实录、圣训和《满文老档》。
太庙
位于皇宫东南角，大清门之东。建于乾隆四十三年（1778年）。原为道教建筑景佑宫（三官庙），乾隆四十三年将城外的盛京太庙迁于此处，供奉清室先祖——肇祖、兴祖、景祖、显祖的神位。正殿面阔三间，单檐歇山顶，满堂黄琉璃瓦，东西有配殿三间。
2019年5月，太庙开始进行一段时间修缮，维修过程向游客开放。

### 西路
文溯阁
建于乾隆四十六年(1781年)，面阔六间，硬山顶，绿剪边黑琉璃瓦，外观为两层，内部为三层。用于存放文溯阁版四库全书。阁后有“仰熙斋”，为五开间硬山卷棚顶建筑，是皇帝书房。文溯阁东南为乾隆御制碑亭，正面为《文溯阁记》，背面为《宋孝宗论》，
嘉荫堂
建于乾隆四十六年，是皇帝、皇后、太后赏剧的地方，为五开间硬山卷棚顶，正中一间开门。嘉荫堂对面为面宽九米的戏台，戏台之南为扮戏房。四周有环廊连接嘉荫堂和扮戏房，是王公大臣赏剧的地方。1960年代沈阳故宫博物院为扩大展览面积，将围廊加装玻璃窗，成为展室。

## 图集

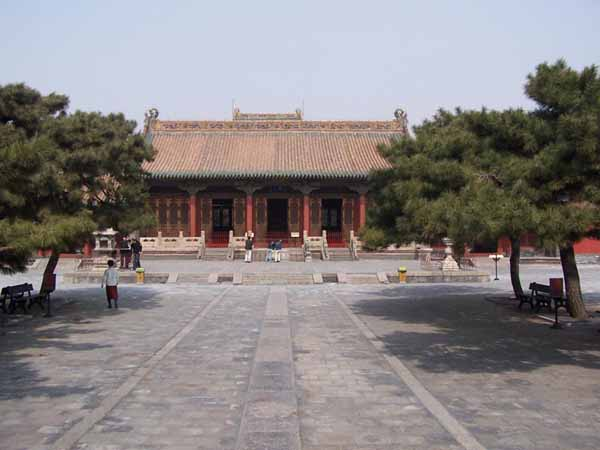
崇政殿
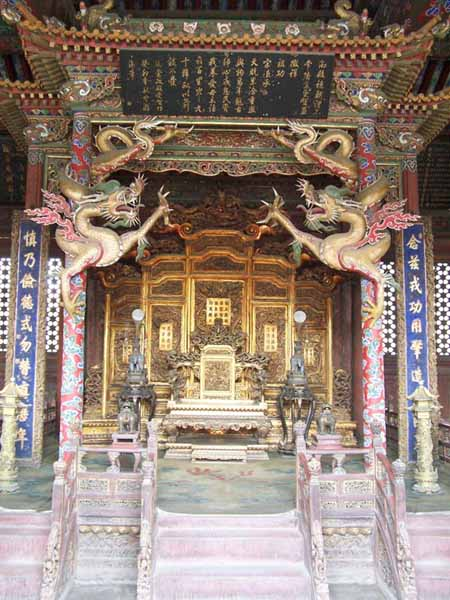
崇政殿内景
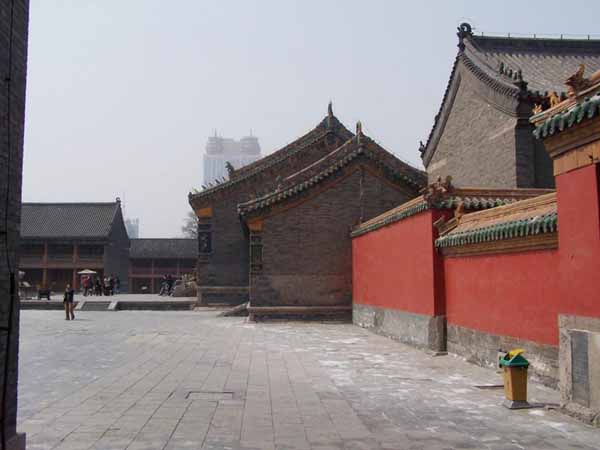
崇政殿侧立面
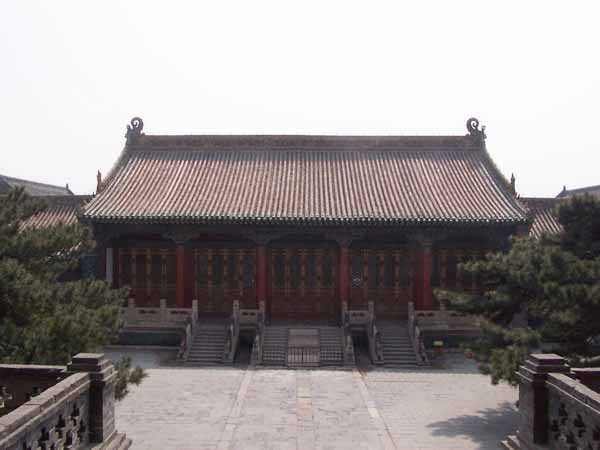
崇政殿北面
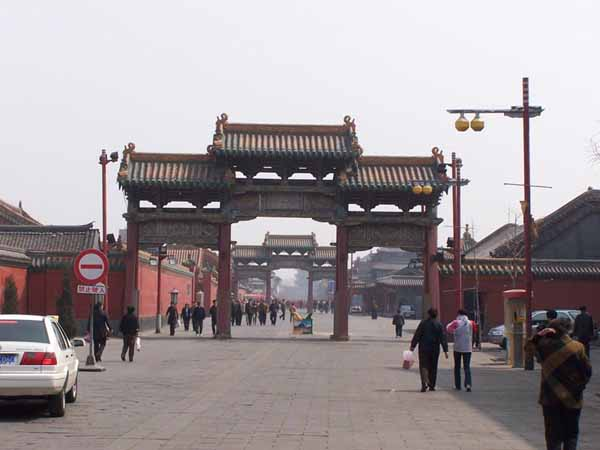
武功坊
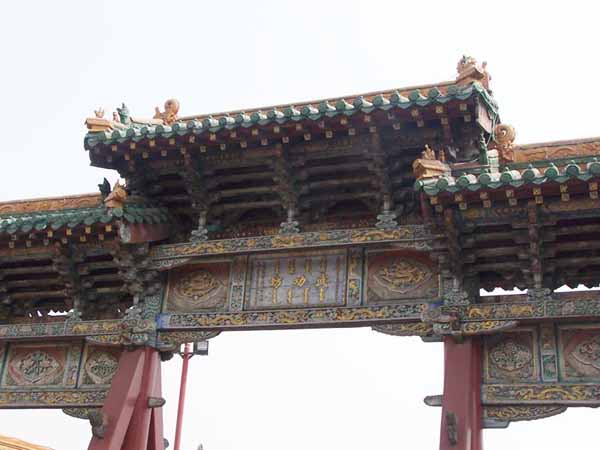
武功坊细部
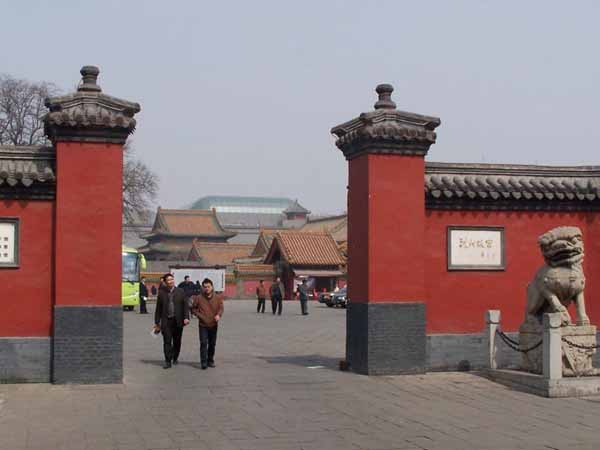
西路入口
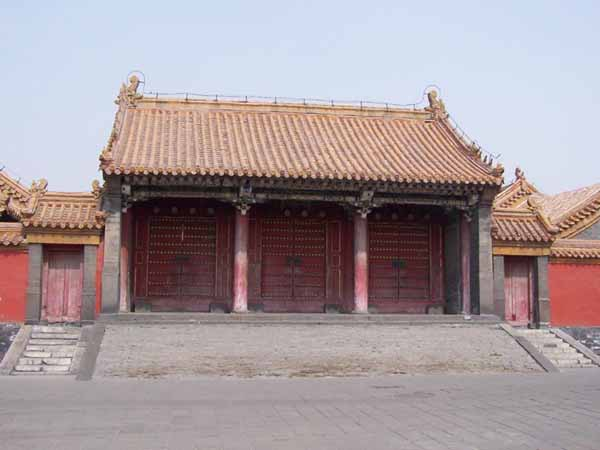
太庙之门
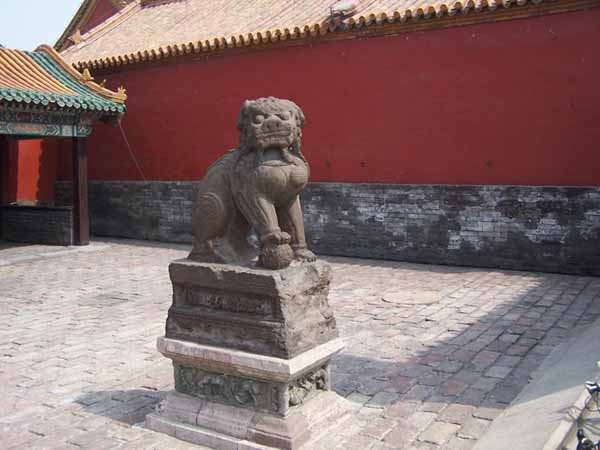
大清门前石狮
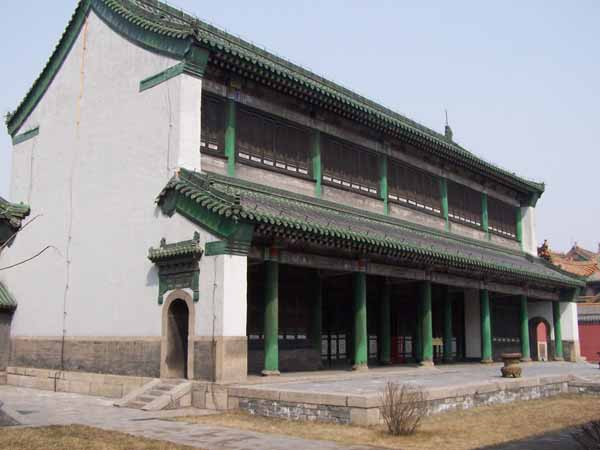
文溯阁
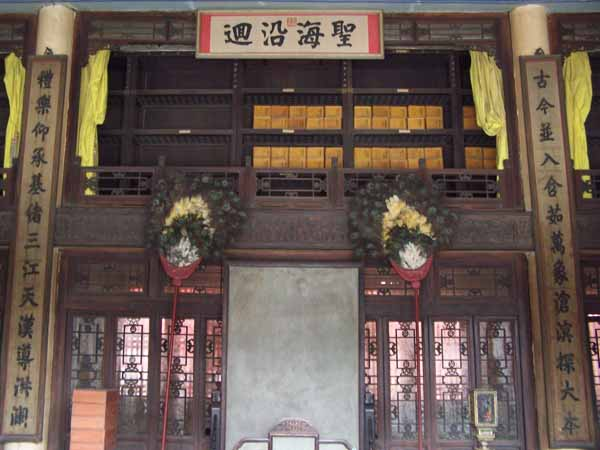
文溯阁内部
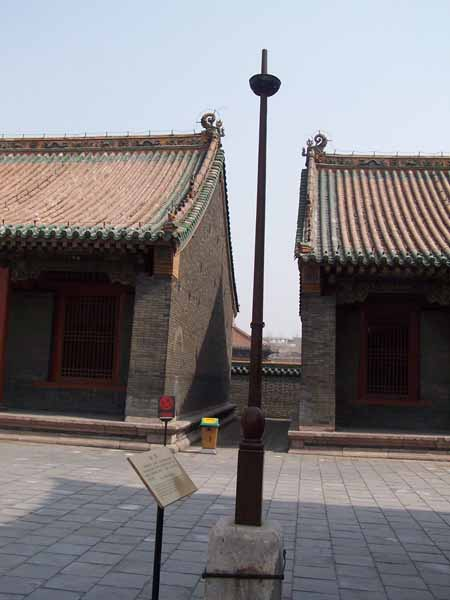
索伦竿，奉养神鸟乌鸦用
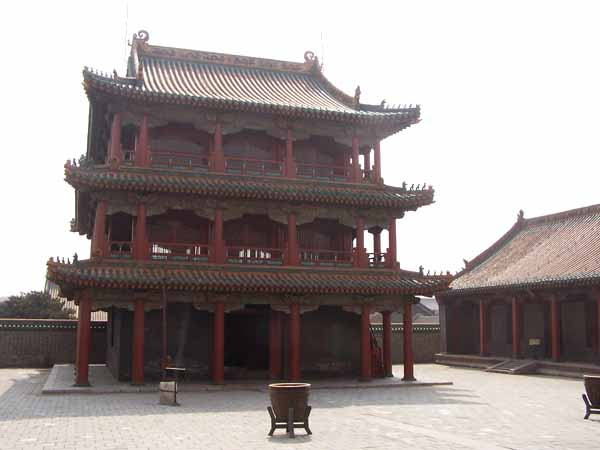
凤凰楼背面
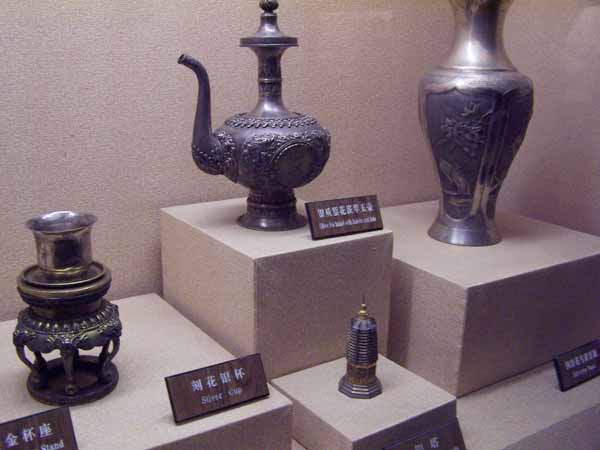
博物院藏品
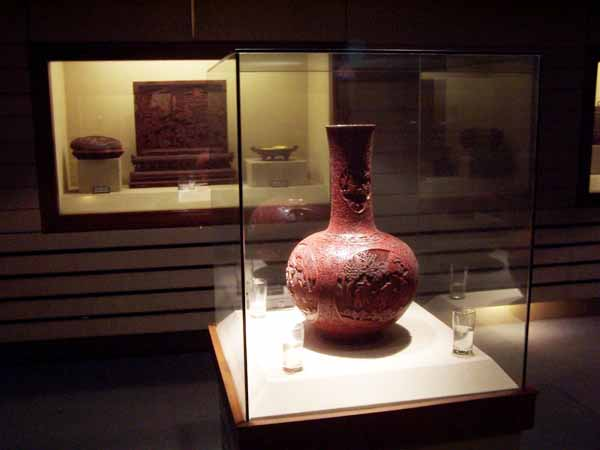
博物院藏品
- 2020年11月16日 北京沈阳两地故宫联合成立“古钟表联合修复室”
- 2020年11月16日 看沈阳故宫独具特色的文创产品